# Koripallon miesten SM-sarjakausi 1949
La Koripallon miesten SM-sarjakausi 1949 è stata la 9ª edizione del massimo campionato finlandese di pallacanestro maschile. La vittoria finale è stata ad appannaggio dell'HOK-Veikot.

## Risultati

### Stagione regolare
|     | Squadra             | G | V | N | P | PF  | PS  | Pt. |
| --- | ------------------- | - | - | - | - | --- | --- | --- |
| 1.  | HOK-Veikot          | 9 | 9 | 0 | 0 | 337 | 222 | 18  |
| 2.  | Työväen Maila-Pojat | 9 | 7 | 0 | 2 | 281 | 252 | 14  |
| 3.  | Helsingin Isku      | 9 | 6 | 0 | 3 | 328 | 287 | 12  |
| 4.  | Sörnäisten NMKY     | 9 | 5 | 0 | 4 | 271 | 246 | 10  |
| 5.  | Helsingin NMKY      | 9 | 4 | 0 | 5 | 228 | 210 | 8   |
| 6.  | Eiran Kisa-Veikot   | 9 | 4 | 0 | 5 | 280 | 261 | 8   |
| 7.  | Kotkan Reipas       | 9 | 4 | 0 | 5 | 266 | 252 | 8   |
| 8.  | Karhun Pojat        | 9 | 3 | 0 | 6 | 250 | 290 | 6   |
| 9.  | Helsingin Eteläiset | 9 | 3 | 0 | 6 | 237 | 277 | 6   |
| 10. | Helsingin Visa      | 9 | 0 | 0 | 9 | 231 | 422 | 0   |

| Koripallon miesten SM-sarjakausi 1949 |
| ------------------------------------- |
| HOK-Veikot 4º titolo                  |

## Formazione vincitrice
| N° | Naz.                 | Ruolo | Sportivo       |  | Alt. |  |
| -- | -------------------- | ----- | -------------- |  | ---- |  |
|    | Finlandia (bandiera) |       | Esko Karhunen  |  |      |  |
|    | Finlandia (bandiera) |       | Matti Simola   |  |      |  |
|    | Finlandia (bandiera) |       | Olavi Lahtinen |  |      |  |